# 分離課税
分離課税（ぶんりかぜい）とは、ある所得を他の種類の所得と合算せず、分離して課税することをいう。
累進課税制度が採用されている税制では、分離課税の税率が、下段の累進税率を除く累進税率より低く設定されているため、総合課税を選択（適用）した場合と比べて税率の緩和が図られる。
日本の所得税には、次の源泉分離課税と申告分離課税がある。

## 源泉分離課税
源泉分離課税は、源泉徴収によって課税関係を完結させ、確定申告を必要としない制度をいう。
源泉分離課税が適用されるのは、次の所得である。
- 利子所得のうち、預貯金、特定公社債以外の公社債、私募公社債投資信託などの利子等
- 配当所得のうち、特定目的信託の私募社債的受益権や私募公社債等運用信託の収益の分配等
- 一時所得のうち、一時払養老保険等の差益（加入後5年以内に限る）
- 雑所得のうち、定期積金の給付補てん金、抵当証券の利息や金投資口座等の利益などの金融類似商品の収益

## 申告分離課税
申告分離課税は、確定申告の段階で他の所得と合算せず、分離して課税する制度をいう。申告分離課税が適用されるのは、次の所得である。
- 利子所得のうち、特定公社債の利子、公募公社債投資信託の収益の分配（2016年分以後に限る）
- 配当所得のうち、上場株式等の特定配当等所得
- 退職所得
- 山林所得
- 譲渡所得のうち、土地や借地権、建物等、株式等の譲渡、先物取引に関わる譲渡
- 事業所得のうち、上場株式等の譲渡や先物取引に関わる所得（事業規模）
- 雑所得のうち、上場株式等の譲渡（継続的営利目的）、先物取引に関わる所得、割引債の償還差益（発行時源泉分離課税分等を除く）

### 申告不要
源泉分離課税以外にも、次の所得も源泉徴収だけで確定申告をしないことを選択できる（確定申告不要制度）。他に収入があったり所得控除等を受けるために確定申告をするときも申告する必要がなく、この場合は源泉分離課税と実質的に同一の課税関係である（源泉分離課税との違いは、選択により確定申告に含めることが可）。
- 利子所得のうち、特定公社債の利子、公募公社債投資信託の収益の分配（2016年分以後に限る）
- 配当所得のうち、上場株式等の特定配当等所得、上場株式等以外の少額配当等
- 譲渡所得のうち、金融商品取引業者等で開設した特定口座（源泉徴収口座）内の所得

なお、公的年金等の年収が400万以下の年金生活者（公的年金等以外の所得が20万円以下）などの場合も確定申告不要制度といわれるが、他に収入があったり所得控除等を受けるために確定申告をするときは、公的年金等を含めて申告しなければならないので、先の申告不要とは異なる性質のものである。

### 所得控除との関係
所得税の場合、総合課税対象の所得において所得控除を差し引き切れない場合、分離課税の所得から所得控除を差し引ける場合がある。
住民税の場合、総合課税対象の所得において所得控除を差し引き切れない場合、分離課税とされる土地の譲渡等に係る課税事業所得等、課税短期譲渡所得、課税長期譲渡所得から所得控除を差し引ける場合がある。　
大阪市のwebページ の「株式等の譲渡所得等の申告・課税方法」の項に、各種所得控除等の適用を受けるために申告することもできます。とあることから、上場株式の譲渡所得等から所得控除を差し引ける自治体もあることになる。

## 註記
1. ↑  クリハラコンサルティング（2019年2月12日更新）
2. ↑  税務研究会（2018年12月4日更新）